# Cig, Satu Mare
Cig (în maghiară Csög) este un sat ce aparține orașului Tășnad din județul Satu Mare, Transilvania, România. Localitatea se află la aproximativ 7 km de orașul Tășnad, fiind atestat documentar în anul 1215 sub denumirea de Sugu, Chug, iar din anul 1519 sub forma de Chög, care se va păstra pe tot parcusul stăpânirii maghiare (Csög).

### Istoric
În evul mediu localitatea a aparținut domeniului Tășnad și i-a avut ca stăpâni pe episcopul Transilvaniei, familia Csögi, pe Habsburgi, începând cu secolul al XVI-lea pe Gheorghe Rákóczy, iar în secolul al XVIII-lea apar ca stăpâni familiile Wesselényi, Vay și înfine familia grofului Károlyi. În anul 1569 localitatea aparținea de domeniul Tășnadului și avea înscriși în urbariu, 68 de capi de familie din care 24 de coloni cu sesie întreagă (suprafață de pământ), 34 de coloni cu jumătate de sesie și 10 jeleri care locuiau în casele altora, deci o localitate foarte mare, cu o populație totală de 350 - 400 de suflete.

## Note

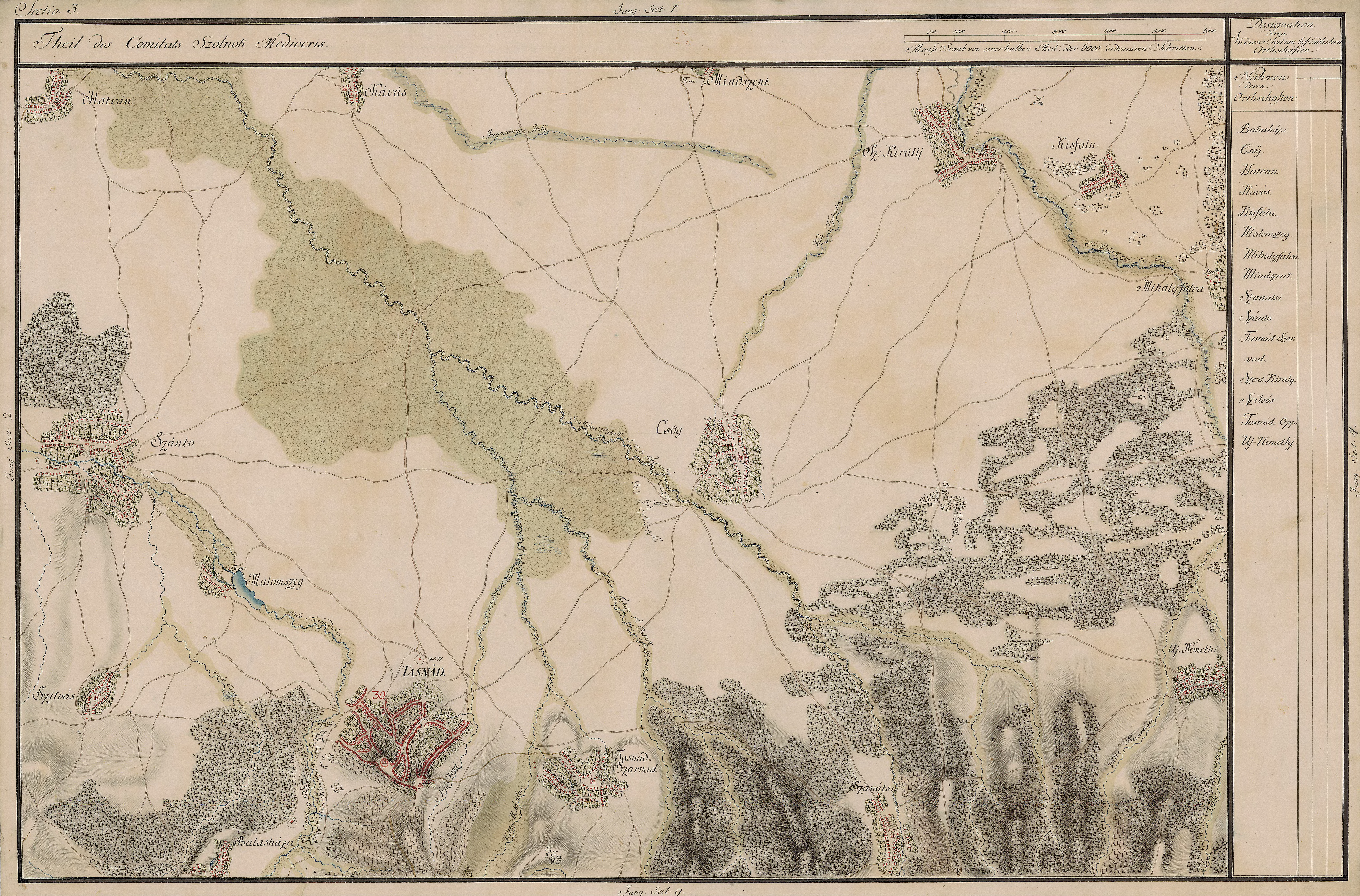
Cig în Harta Iosefină a Transilvaniei